# Aulotandra humbertii
Aulotandra humbertii är en enhjärtbladig växtart som beskrevs av Joseph Marie Henry Alfred Perrier de la Bâthie. Aulotandra humbertii ingår i släktet Aulotandra och familjen Zingiberaceae. Inga underarter finns listade i Catalogue of Life.